# Babadağ

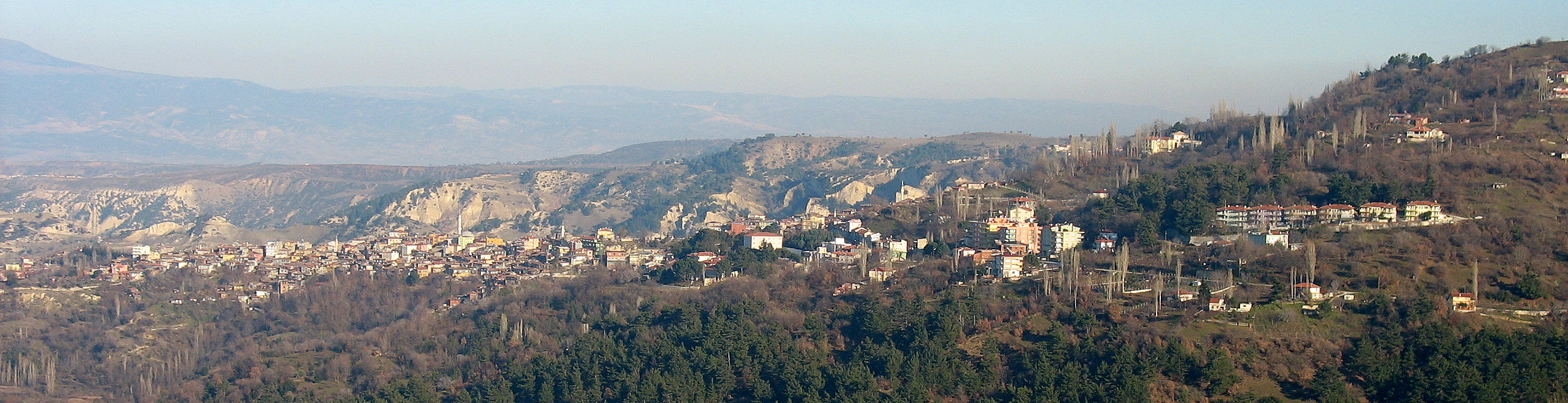
Babadağ

Babadağ este un oraș cu 4.408 (2007) de locuitori, în provincia Denizli din sud-vestul Turciei. El se află la ca. 30 de km vest de orașul Denizli. Orașul împreună cu satele aparținătoare din jur atinge cifra de 8000 de locuitori.